# Гнечко, Алексей Романович
Алексей Романович Гнечко (23 февраля 1900 года, с. Червоная Гусаровка, Харьковская губерния, ныне Балаклейский район, Харьковская область — 7 апреля 1980 года, Москва) — советский военный деятель, генерал-лейтенант (8 сентября 1945 года). Герой Советского Союза (8 сентября 1945 года).

## Начальная биография
Алексей Романович Гнечко родился 23 февраля 1900 года в селе Червоная Гусаровка ныне Балаклейского района Харьковской области в семье крестьян.
После окончания церковно-приходской школы работал откатчиком, смазчиком, помощником камеровщика на Аннинском руднике Боково-Хрустальских антрацитовых копей в селе Криндачевка.

## Военная служба

### Гражданская война
В марте 1918 года был призван в ряды РККА и направлен красноармейцем в 1-й Советский полк (Южный фронт), после чего принимал участие в боевых действиях против войск под командованием А. И. Деникина. В октябре 1919 года попал в плен, однако в январе 1920 года был освобождён и назначен на должность младшего командира в составе 78-го стрелкового полка (9-я стрелковая дивизия), а затем — на должность помощника начальника хозяйственной команды 75-го стрелкового полка. В октябре того же года контужен в бою. Принимал участие в боевых действиях против войск под командованием генералов А. Г. Шкуро, А. И. Деникина, С. Г. Улагая и П. Н. Врангеля.

### Межвоенное время
В марте 1922 года был назначен на должность начальника хозяйственной команды 3-го Кавказского полка (4-я армия), однако в октябре того же года направлен на учёбу в 13-ю Одесскую пехотную школу, после окончания которой в сентябре 1924 года был направлен в 27-й стрелковый полк (9-я стрелковая дивизия, Северокавказский военный округ), где служил на должностях командира взвода, командира и политрука роты. В том же году вступил в ряды ВКП(б), а в 1926 году окончил военно-химические курсы.
После окончания курсов ПВО в ноябре 1930 года был направлен в Среднеазиатский военный округ, где служил на должностях командира стрелкового батальона, начальника штаба 6-го Туркестанского полка и начальник штаба 5-го Туркестанского полка (2-я стрелковая дивизия), а в 1931 году назначен на должность начальника штаба 299-го стрелкового полка (100-я стрелковая дивизия, Украинский военный округ).
С июня 1933 года служил на должностях начальника штаба 1-го и 5-го стрелкового полков (ОКДВА), После заочного окончания Военной академии имени М. В. Фрунзе в феврале 1936 года был назначен на должность помощника начальника 1-го (оперативного) отделения штаба особого стрелкового корпуса, а затем — последовательно на должности помощника начальника и начальника 1-го отделения штаба 20-го стрелкового корпуса. С июля 1938 года исполнял должность командира 34-й стрелковой дивизии, однако в сентябре того же года вернулся на должность начальника 1-го отделения штаба 20-го стрелкового корпуса.
В феврале 1939 года был назначен на должность начальника 2-го отдела штаба 2-й Краснознамённой армии, в июле 1940 года — на должность начальника 2-го отдела, а в январе 1941 года — на должность начальника отдела боевой подготовки штаба 1-й Краснознамённой армии (Дальневосточный фронт).

### Великая Отечественная война
С началом войны находился на прежней должности.
9 июля 1941 года назначен на должность командира 59-й стрелковой дивизии, в феврале 1942 года — на должность командира 26-го стрелкового корпуса, а в ноябре 1944 года — на должность командира Камчатского оборонительного района, который во время советско-японской войны принимал участие в боевых действиях в Курильской десантной операции, в ходе которой 18 августа 1945 года был высажен десант на остров Шумшу из состава 101-й стрелковой дивизии (Камчатский оборонительный район) и в результате боевых действий к исходу 19 августа была освобождена бо́льшая часть острова, а 23 августа войска противника на Шумшу капитулировали. Вскоре под руководством генерал-майора Гнечко были высажены десанты на других Северных Курильских островах, где боевых действий уже не проводилось в связи с отсутствием сопротивления со стороны противника.
Указом Президиума Верховного Совета СССР от 8 сентября 1945 года за образцовое выполнение боевых заданий командования на фронте борьбы с японскими милитаристами и проявленные при этом отвагу и геройство генерал-майору Алексею Романовичу Гнечко присвоено звание Героя Советского Союза с вручением ордена Ленина и медали «Золотая Звезда» (№ 7772).

### Послевоенная карьера
В ноябре 1945 года назначен на должность командира 137-го стрелкового корпуса (Дальневосточный военный округ).
В мае 1950 года был направлен на учёбу на Высшие академические курсы при Высшей военной академии имени К. Е. Ворошилова, после окончания которых в июле 1951 года был назначен на должность заместителя командующего войсками Западно-Сибирского военного округа по боевой подготовке — начальника боевой подготовки округа, в феврале 1955 года — на должность старшего военного советника при командующем войсками военного округа НОАК, а в марте 1959 года — на должность старшего группы военных специалистов в КНР.
Генерал-лейтенант Алексей Романович Гнечко в мае 1959 года вышел в отставку в связи с болезнью. Умер 7 апреля 1980 года в Москве. Урна с прахом захоронена в колумбарии Нового Донского кладбища.

## Награды
- Медаль «Золотая Звезда» (8.09.1945);
- Два ордена Ленина (21.02.1945, 8.09.1945);
- Два ордена Красного Знамени (3.11.1944, 30.04.1947);
- Орден Красной Звезды (4.06.1944);
- Медали.

## Воинские звания
- полковник
- генерал-майор (8 декабря 1941 года)
- генерал-лейтенант (8 сентября 1945 года)

## Память
- В феврале 2017 года распоряжением Председателя Правительства России одному из островов Курильской гряды присвоено имя Алексея Романовича Гнечко[1][2].
- В Южно-Сахалинске в честь генерал-лейтенанта А. Р. Гнечко названа улица, на которой установлена мемориальная доска.